# 選定保存技術
選定保存技術（せんていほぞんぎじゅつ）は、文化財の保存のために欠くことのできない伝統的な技術または技能である「文化財の保存技術」のうち、保存の措置を講ずる必要のあるもの。

## 概要
1960年代の高度経済成長以降、生産・生活様式・産業構造が変化、地方都市から東京に移住が拡大になった影響で、貴重な歴史・伝統が危機になった。これを踏まえて1974年（昭和49年）に衆議院文教委員会で「文化財保護に関する委員会」が設置され、1975年（昭和50年）5月の文化財保護法改正で、埋蔵文化財・有形・無形の民俗文化財・伝統的建造物群保存地区と並んで新たに「選定保存技術」の制度が設けられた。日本の制度上では文化財の保存のために欠くことのできない材料製作、修理、修復などの伝統的な技術は、文化財には該当しないが、文化財保護法による保護の対象となっている。文部科学大臣は、選定保存技術を選定し（第147条第1項）、その技術の保持者または保存団体を認定する（第147条第2項）。今日まで保存・継承されてきたものを後世に伝え、修理技術・制作技術を大事に守ることを目的としている。
2018年（平成30年）1月1日時点で、選定件数71件、保持者数は56人、保存団体数は35（32団体※保存団体には重複認定があるため、実数が異なる）。

## 選定保存技術
- 規矩術 (近世規矩)
- 屋根瓦葺（本瓦葺き）
- 建具製作
- 鋳物製作
- 檜皮葺・杮葺
- 浮世絵木版画（彫師摺師）

など

## 一覧
以下に一覧を提示する。

### 有形文化財等関係及び無形文化財等関係選定保存技術
選定保存技術保持者
- 上絵具製造
- 杼製作
- 手打針製作
- 烏梅製造
- 手機製作
- 蒔絵筆製作
- 漆濾紙（吉野紙）製作

選定保存技術保存団体
- 竹筬（英語版）製作 - 日本竹筬技術保存研究会。筬とは、織機の縦糸を保持する櫛形の部分[5]。
- 木炭製造 - 伝統工芸木炭生産技術保存会
- 縁付金箔製造 - 金沢金箔伝統技術保存会